# レイ・クロック
レイモンド・アルバート・クロック（Raymond Albert Kroc、1902年10月5日 - 1984年1月14日）は、アメリカ合衆国の実業家である。ファストフード店のマクドナルドを1961年に買収し、1967年から1973年までCEOを務めた。クロックのもとで、マクドナルドは世界規模に拡大し、世界で最も成功したファストフードチェーンとなった。このことから、クロックはマクドナルドの「創業者」（ファウンダー）と呼ばれている。また、1974年から死去するまでは、メジャーリーグベースボールのサンディエゴ・パドレスのオーナーを務めた。

## 若年期
クロックは1902年10月5日にイリノイ州シカゴ近郊のオークパークで生まれた。父はアロイス・"ルイス"・クロック(Alois "Louis" Kroc、1879年 - 1937年)、母はローズ・マリー・ヒラク（Rose Mary Hrach、1881年 - 1959年）で、いずれもチェコ系ユダヤ人だった。父アロイスはロキツァニ近郊のブジャシで生まれた。母ローズの父はシェヴィエティーン出身、母方の祖父はミロティツェ出身だった。アロイスは渡米後の1920年代に土地の投機で財を成したが、1929年の株式大暴落で全財産を失った。
レイはオークパークで育った。第一次世界大戦中、15歳で高校を中退し、年齢を詐称してアメリカ赤十字社の救急車運転手の訓練を受け衛生隊に所属した。同じ衛生隊には後のウォルト・ディズニー・カンパニー創業者となるウォルト・ディズニーもいた。しかし、その後すぐに戦争が終わった。世界恐慌中には、紙コップのセールスマン、フロリダ州での不動産業、ジャズバンドでのピアノ奏者など、職を転々とした。

## マクドナルド

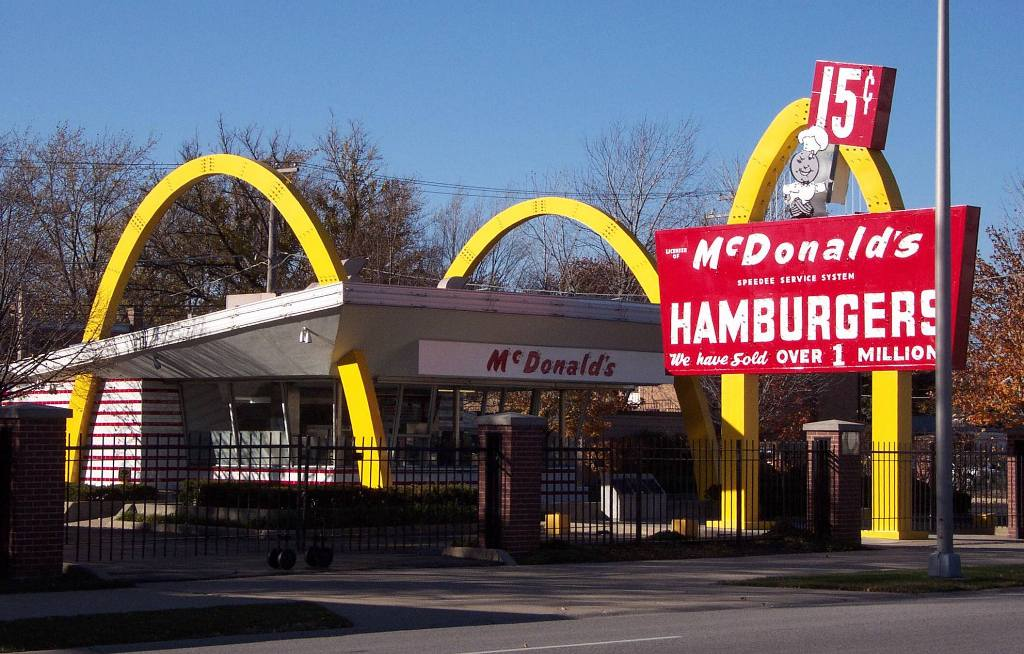
1955年4月にクロックが最初に開業させた、イリノイ州デスプレインズマクドナルドの店舗（マクドナルド9号店）

第二次世界大戦後、クロックは厨房機器メーカーのプリンス・キャッスル社に入社し、ミルクセーキミキサーのセールスマンとなった。より低価格のハミルトン・ビーチ・ブランド社の製品の登場により同社のマルチミキサーの売上げが落ち始めていた時に、カリフォルニア州サンバーナーディーノに新しいレストランを出店するマクドナルド兄弟が一度に8台のマルチミキサーを購入したことから、1954年にクロックは彼らの元を訪れた。
クロックはマクドナルド兄弟による効率化された調理システムに興味を持ち、兄弟と交渉してフランチャイズ権を獲得し、1955年4月にイリノイ州デスプレインズに最初のフランチャイズ店を出店した。この頃クロックは、かつて衛生隊で知り合ったウォルト・ディズニーに対し、ディズニーが計画中のテーマパーク（ディズニーランド）にマクドナルドの出店をできないかという伺いの手紙を出した。一説によると、ディズニーは通常10セントのポテトを15セントで売って、その差額をディズニー社に納めるという条件での出店を承諾したが、クロックがこの条件を拒絶したため、ディズニーランドへの出店ができなかったという。エリック・シュローサーは『ファストフードが世界を食いつくす』において、この話にはマクドナルド社のマーケティング担当役員による誇張が含まれているだろうとしている。
クロックは、外食産業のフランチャイズに数多くの革新的な変化をもたらした。その中でも重要なものは、それまでは地域単位で行われるのが普通だったフランチャイズ契約を、1店舗単位で行うようにしたことである。クロックは、フランチャイザーにとっては地域単位でフランチャイズ契約をした方が手早く利益を得られるが、それではフランチャイザーがチェーン展開の方向性を制御するのが難しくなると考えた。マクドナルド兄弟との契約では、全ての店舗で均一のサービスと品質を保つことが求められていたが、それを実現するためには、フランチャイザーがフランチャイジーに対して影響力を持っていなければならない。そこでクロックは、フランチャイジーは1契約につき1店舗の権利しか得られないようにしたのである。
クロックは、郊外にしか店舗を出店しないことにした。都市部では、営業時間外に貧しい住民が店舖内に侵入する可能性があるためである。クロックは、店内は常に清掃された状態にし、店員も常に身だしなみを整え清潔にし、子供に対しても丁寧に対応するよう求めた。提供する料理は厳格に決められており、そこから逸脱することは一切認められない。店内にタバコの自販機やピンボールゲームなどを置くことは禁止された。
1960年代には、バーガーキング、バーガーシェフ、アービーズ、ケンタッキーフライドチキン、ハーディーズなど、マクドナルドのやり方を模倣したファストフードチェーンが次々に登場した。クロックは、多店舗展開を嫌うマクドナルド兄弟に対し不満を持つようになった。また、兄弟は「経営内容を変更する際には自分たちの許可を取ること」を契約の条件に入れていたが、クロックが変更の許可を求めても兄弟はそれを認めようとしなかった。1961年、クロックはマクドナルド兄弟から270万ドルで会社を買収した。この額は、税引後の受取額が200万ドル、1人あたり100万ドルとなるように計算したものである。買収のための資金は、クロックが「金融の魔術師」と呼んでいたハリー・J・ソネボーン（マクドナルド初代社長兼CEO）が調達した。
この契約の際、マクドナルド兄弟はサンバーナーディーノの最初の店舗の土地と権利だけはクロックに譲渡せず、クロックは不満に思っていた。「マクドナルド」という名称の権利も譲渡されたため、この店舗は「ビッグM」に改称した。クロックはビッグMのすぐ近くにマクドナルドの新しい店舗を出店させた。ビッグMはその6年後に閉店した。なお、買収契約の際に、マクドナルド兄弟とクロックの間の最初のフランチャイズ契約に基づく1%のロイヤルティの支払いを続けるという口約束をしたとされるが、マクドナルド兄弟の甥がそのように主張したという以外の証拠は存在しない。マクドナルド兄弟はいずれも、この買収に対する失望を公には表明していない。弟のリチャード・マクドナルドは、この買収について「私は後悔していない」と語ったと報じられている。
クロックは、マクドナルド兄弟が1948年に開発したハンバーガーの調理のための組立ラインである「スピーディー・サービス・システム」を維持した。クロックは従業員の作業の標準化を行い、フランチャイズ加盟店に対して材料の分量、調理方法と時間、包装などに厳格なルールを課して、どの店でも同じ味と品質の商品が提供できるようにした。一方で、ハンバーガーのパティに大豆を混ぜてかさ増しするなどのコストダウンは拒絶した。また、注文と違う商品を提供したときや、注文から5分以上待たせてしまったときには返金を義務付けるなど、サービス面でも厳格なルールを設けた。
1984年にクロックが死去するまでに、マクドナルドは全米で7500店舗、世界の31の国と地域で店舗を展開するまでに発展した。1983年現在での世界での総売上高は80億ドル以上に達し、クロックの個人資産は6億ドル以上だった。

## 野球

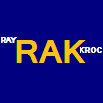
クロックのネームを表す「RAK」。
サンディエゴ・パドレスの永久欠番扱いとして1984年指定。

クロックは1973年にマクドナルド社のCEOを退任した。ちょうどその頃、メジャーリーグベースボールのサンディエゴ・パドレスが売りに出されたことを知り、野球好きだったクロックは買収してオーナーになることを決めた。パドレスはワシントンD.C.で食料品店チェーンを経営するジョセフ・ダンザンスキーが買収し、ワシントンD.C.へ移転される予定だった。しかし条件面で折り合わず訴訟沙汰にまでなっていたため、クロックが1200万ドルで買収し、チームはサンディエゴに残されることになった。
1年目の1974年シーズンにおいて、パドレスは60勝102敗でナショナルリーグ西地区最下位の6位だったが、年間の観客動員数はそれまでで最高の644,772人（1972年）を大きく上回る1,075,399人を記録し、当時のメジャーリーグの興行の成功の基準とされる100万人を突破した。『サンディエゴ・ユニオン』紙は、「何よりも、（クロックは）自分のチームの一人のファンだった」とクロックを評した。1974年4月9日、ホームの開幕戦であるヒューストン・アストロズ戦をクロックは球場で観戦していたが、5-9で負けた後、クロックは場内放送で「こんなに馬鹿げた野球の試合はこれまでに見たことがない」と述べ、場内の3万9千人のファンは賛同の歓声を上げた。
クロックは、1984年1月に死去するまでパドレスのオーナーを務めた。チームは、イニシャルの"RAK"を永久欠番と同格の扱いとしてクロックの功績を称えた。この年、パドレスはワールドシリーズに出場したが、デトロイト・タイガースに敗れた。
1999年にパドレス野球殿堂が創設される際、クロックは他の2人の選手とともに殿堂入りした。

## 慈善事業
クロックはクロック財団を通じて、アルコール依存症・糖尿病・関節炎・多発性硬化症などの様々な病気に関する研究・治療・教育を支援した。また、病児とその家族のための宿泊施設（ホスピタル・ホスピタリティ・ハウス）である「ドナルド・マクドナルド・ハウス」を設立した。

## 私生活
クロックは生涯にわたり共和党を支持し、政府による福祉やニューディール政策に強く反対した。クロックは、1972年の大統領選挙で再選を目指すリチャード・ニクソンのために25万5千ドルを寄付した。しかしこれは、議会で審議中の最低賃金法案にニクソンが拒否権を発動するよう持ちかけるための寄付だとして、民主党のハリソン・A・ウィリアム上院議員らから批判を受けた。
クロックは生涯に3度結婚した。1919年に最初の妻となるエセル・フレミング(Ethel Fleming)と出会って一目惚れし、1922年に結婚してイリノイ州シカゴに居を構えた。1924年に娘のマリリンが誕生した。エセルとは1961年に離婚した。2人目の妻のジェーン・ドビンズ・グリーン(Jane Dobbins Green)とは、1963年に結婚し、1968年に離婚した。3人目の妻となるジョアン・スミス(Joan Smith)とは、1957年に出会った後、1969年に再会し、同年に結婚した。レイの死後、ジョアンは相続した遺産を慈善事業に使い、様々な分野に寄付した。2003年にジョアンが死去した後、27億ドルの遺産は、救世軍へ15億ドル、ラジオネットワークのNPRに2億ドルなど、様々な団体への寄付に使われた。

## 死去
1980年、クロックは脳卒中を患い入院した。その4年後の1984年1月14日、心不全によりカリフォルニア州サンディエゴの病院において81歳で死去した。遺体はサンディエゴ・ソレント・バレーのエル・カミノ墓地に埋葬された。

## 大衆文化において
1977年、クロックは自叙伝"Grinding It Out"を執筆した。
1999年、『タイム』誌が選出した20世紀で最も影響力のあった人物100人の一覧である「タイム100」に掲載された。
2016年、クロックがマクドナルドを手中に収めるまでを描いたジョン・リー・ハンコック監督の映画『ファウンダー ハンバーガー帝国のヒミツ』(The Founder)が製作され、マイケル・キートンがクロックの役を演じた。この映画では、1977年のクロックの自伝を原作としつつも、マクドナルド兄弟に対するクロックの扱いについて否定的な見解を示した。